# ピッツバーグ (原子力潜水艦)
| USS Pittsburgh (SSN-720) participates in a dockside ceremony. Note the USN jack waving from the front of the sub. |                                    |
| 艦歴 |                                    |
| 発注 | 1979年4月16日                      |
| 起工 | 1983年4月15日                      |
| 進水 | 1984年12月8日                      |
| 就役 | 1985年11月23日                     |
| 退役 | 2019年8月6日                       |
| 除籍 | 2020年4月15日                      |
| その後 | 除籍                               |
| 母港 | コネチカット州グロトン             |
| 性能諸元 |                                    |
| 排水量 | 満載：6,193 トン、基準：5,802 トン |
| 全長 | 110.3 m (362 ft)                   |
| 全幅 | 10 m (33 ft)                       |
| 喫水 | 9.4 m (31 ft)                      |
| 機関 | S6G reactor 1基                    |
| 乗員 | 士官12名、兵員98名                 |
| モットー | Heart of Steel, "The Pitts"        |
| |                                    |

ピッツバーグ(USS Pittsburgh, SSN-720)は、アメリカ海軍のロサンゼルス級原子力潜水艦の33番艦。艦名はペンシルベニア州ピッツバーグにちなみ、その名を持つ艦としてはボルチモア級重巡洋艦5番艦(CA-72)以来4隻目。

## 艦歴
ピッツバーグは1983年4月15日にコネチカット州グロトンのジェネラル・ダイナミクス・エレクトリック・ボート社で起工した。1984年12月8日にジョージ・ソウヤー夫人によって命名、進水し、1985年11月23日にレイモンド・セッツアー艦長の指揮下就役する。
1998年4月2日、ピッツバーグとルイスビル(USS Louisville, SSN-724)はイラクへトマホーク巡航ミサイルによる攻撃をおこなった。2002年10月、ピッツバーグは地中海に展開するため出撃した。ピッツバーグはイラクの自由作戦で再びイラクにトマホークを発射し、2003年4月27日に帰投した。